# Honismereti ház (Somorja)
A magyar honismereti mozgalom virágzásával a szlovákiai Csallóköz falvai egymás után hozták létre tájházaikat és honismereti gyűjteményeiket. Így történt ez Somorján is. Lelkes amatőrök gyűjtötték össze, rendezték be és konzerválták. Ez Szlovákiában hitvallás, a magyar nemzetiséghez fűződő szálakat jelenti. Presinszky Lajos, a múzeum igazgatója így beszélt:
„A gyűjtemény az egész várost megmozgató munka révén született meg. Volt, aki csak egy tárgyat hozott el és volt, aki egy egész műhelyt adományozott. Voltak, akik csak néhány órát áldoztak és voltak, akik napokig dolgoztak, amíg meg nem született a múzeum.”
A múzeumot jellemzi a tudományos igényű feldolgozás, a szakszerű rendezés és a körültekintő, kétnyelvű (szlovák és magyar) tájékoztatás. Az első termek a városka  történelmét mesélik el képekkel és dokumentumokkal. Ezután egy korán polgárosodó település kézműiparának emlékei következnek.
Mára a múzeum szellemi műhellyé vált.

## Külső források
- http://www.lutheran.hu/z/honlapok/protestans/felvidek/somorja
- http://mek.oszk.hu/03000/03054/